# Szlarnik ciemnobrzuchy
Szlarnik ciemnobrzuchy, szlarnik leśny (Zosterops silvanus) – gatunek małego ptaka z rodziny szlarników (Zosteropidae). Jest endemitem Kenii. Według IUCN jest to gatunek narażony na wyginięcie.

## Systematyka
Takson ten po raz pierwszy zgodnie z zasadami nazewnictwa binominalnego opisali James Lee Peters i Arthur Loveridge w 1935 roku na łamach „Proceedings of the Biological Society of Washington”. Autorzy nadali gatunkowi nazwę Zosterops silvanus, a jako miejsce typowe wskazali górę Mbololo w Kenii.
Jest to jeden z gatunków Zosterops, których taksonomia uległa zmianie w ostatnich latach. Do niedawna uznawany był za podgatunek szlarnika białookiego (Zosterops poliogastrus). Obecnie uznawany jest za odrębny, monotypowy gatunek.

### Etymologia
- Zosterops (Fosterops): gr. ζωστηρ zōstēr, ζωστηρος zōstēros „pas”; ωψ ōps, ωπος ōpos „oko”[12].
- silvanus: łac. silvanus – „z lasu”, łac. silva – „las, teren lesisty”[13].

## Morfologia
Mały ptak o szpiczastym, zakrzywionym, stosunkowo długim, czarnym dziobie. Nogi i stopy od koloru łupkowego do jasnoszarego. Tęczówki brązowe lub orzechowe. Nie występuje dymorfizm płciowy. Wokół oczu charakterystyczne dosyć duże, białe obrączki oczne, które od strony dzioba są węższe i przerwane czarną plamką. Od dzioba do oczu czarne zabarwienie, tuż nad dziobem jaśniejsze żółte przebarwienie. Górna część głowy i jej boki oraz kark i grzbiet oliwkowozielone. Podgardle, gardło, dolna część szyi i górna część piersi zielonkawożółte. Dolna część piersi, brzuch i boki szare, nieco jaśniejsze w tylnej części. Pokrywy podogonowe żółte. Ogon ciemnobrązowy z wąskimi zielonymi krawędziami. Skrzydła czarniawo-brązowe z zielonymi krawędziami lotek. Spody skrzydeł białawe z żółtym odcieniem. Młode osobniki przypominają dorosłe. Długość ciała 11–11,3 cm.

## Zasięg występowania
Szlarnik ciemnobrzuchy występuje w południowej Kenii na bardzo niewielkich obszarach gór Taita Hills w hrabstwie Taita-Taveta oraz na samotnej górze Kasigau. Zasięg występowania (EOO, Extent of Occurrence) według szacunków organizacji BirdLife International obejmuje około 870 km², a obszar zajmowany (AOO, Area of Occupancy) tylko 116 km².

## Ekologia
Jego głównym habitatem są obrzeża lasów górskich, zarośla i ogrody z drzewami. Preferuje wysokie drzewa z gałęziami pokrytymi mchem, obszary z licznymi kwiatami, młodymi liśćmi i owocami oraz skupiska cyprysów. Występuje na wysokościach od 840 do 1725 m n.p.m. Jest gatunkiem osiadłym. Długość pokolenia jest określana na 2,6 roku.
Dieta tego gatunku nie jest dobrze zbadana, ale prawdopodobnie składa się z owadów, jagód i nektaru. Występuje w stadach około złożonych z około 15 osobników, ale na górze Kasigau stada liczą około 80 ptaków, a spotykano także stada liczące nawet 135–175 ptaków.

### Rozmnażanie
Brak informacji, ale podobno rozmnaża się cały rok. Sukces rozrodczy jest bardzo niewielki z powodu drapieżnictwa.

## Status zagrożenia
W Czerwonej księdze gatunków zagrożonych Międzynarodowej Unii Ochrony Przyrody gatunek ten od 2022 roku jest zaliczany do kategorii VU (ang. Vulnerable – gatunek narażony). Liczebność populacji jest szacowana na nie mniej niż 1200 i nie więcej niż 9000 osobników. Występują one w kilku osobnych populacjach. BirdLife International ocenia trend liczebności populacji jako spadkowy. Spowodowane to jest zmniejszaniem się jego naturalnego habitatu.